# Joto Jotow
Joto Wasilew Jotow (auch Yoto Vasilev Yotov geschrieben, bulgarisch Йото Василев Йотов; * 22. Mai 1969 in Pernik) ist ein bulgarischer Gewichtheber, der zeitweise auch für Kroatien antrat.

## Karriere
Jotow konnte sich fast ein Jahrzehnt lang in der Weltspitze des Leicht- und Mittelgewichts etablieren. Sein erster internationaler Wettkampf waren die Weltmeisterschaften 1989 in Athen, wo er im Leichtgewicht bis 67,5 kg 337,5 kg (155,0/182,5 kg) erzielte und somit Silber hinter Israjel Militosjan mit 347,5 kg und vor Kim Myong-Nam Il mit 327,5 kg gewann.
In den folgenden Jahren nahm Jotow fast an jeder Europa- und Weltmeisterschaft teil. 1990 konnte er die EM in Aalborg mit 340,0 kg (155,0/185,0 kg) gewinnen und wurde mit 352,5 kg (152,5/180,0 kg) Vizeweltmeister hinter Kim Myong-Nam Il, der 347,5 kg erzielte. Die Europa- und die Weltmeisterschaft 1991 konnte Jotow beide für sich entscheiden, wobei er 340,0 kg (155,0/185,0 kg) bzw. 345,0 kg (155,0/190,0 kg) hob.
Im olympischen Jahr 1992 konnte Jotow bei den Europameisterschaften seinen Hauptkonkurrenten Militosian mit 337,5 kg (152,5/185,0 kg) zu 335,0 kg noch auf Platz zwei verweisen. Zu den Olympischen Spielen in Barcelona reichte seine Leistung von 327,5 kg (150,0/177,5 kg) jedoch nicht um Militosian mit 337,5 kg zu schlagen, womit Jotow Silber gewann. Dritter wurde Andreas Behm mit 320,0 kg.
Auch 1993 gewann Jotow beide internationalen Titel. Nach der Umstellung der Gewichtsklassen trat Jotow weiterhin im Leichtgewicht an, das nun ein Limit von 70 kg Körpergewicht hatte. Auf der EM in Sofia und der WM in Melbourne hob er jeweils 342,5 kg (152,5/190 kg bzw. 155,0/187,5 kg) und gewann so deutlich vor der Konkurrenz.
Im darauffolgenden Jahr gewann Jotow in Sokolov mit 345,0 kg (152,5/192,5 kg) seinen vierten Europameistertitel, vor den Türken Fedail Güler mit 342,5 kg und Ergun Batmaz mit 332,5 kg. Da nach der Umstellung der Gewichtsklassen die alten Rekorde verworfen wurden, stellten Jotows Leistung im Stoßen und im Zweikampf einen neuen Weltrekord dar. Bei der Weltmeisterschaft in Istanbul musste er sich jedoch mit 345,0 kg (155,0/190,0 kg) zu 350,0 kg Güler geschlagen geben und gewann somit Silber vor seinem Landsmann Angel Guenchew mit 340,0 kg.
1995 wechselte Jotow ins Mittelgewicht bis 76 kg Körpergewicht. Hier bestritt er mit den Weltmeisterschaften in Guangzhou seinen ersten Wettkampf in dieser Klasse und konnte sich auf Anhieb auf dem Podium platzieren. Mit 365,0 kg (162,5/202,5 kg) lag er nur 2,5 kg hinter dem Weltmeister Pablo Lara, der 367,5 kg erzielte. Die EM 2005 war das einzige Großereignis bei dem Jotow seit 1989 nicht antrat.
Auch bei seinen zweiten Olympischen Spielen blieb Jotow die Goldmedaille verwehrt. Mit 360,0 kg (160,0/200,0 kg) musste er sich Lara mit 367,5 kg geschlagen geben. Dritter wurde Jon Chol-ho mit 357,5 kg.
Ein Jahr später gewann Jotow erneut den EM- und WM-Titel. Auf der Europameisterschaft in Rijeka hob Yotov 355,0 kg (160,0/195,0 kg) und wurde mit dieser Leistung Erster vor Ingo Steinhöfel und Ruslan Sawtschenko mit jeweils 350,0 kg. Bei den Weltmeisterschaften in Chiang Mai konnte er sich mit 367,5 kg (165,0/202,5 kg) gegen seinen Landsmann Georgi Gardew mit 365,0 kg behaupten und gewann seinen letzten Weltmeistertitel.
Nach der WM 1995 bestritt Jotow bis 2004 keine internationalen Wettkämpfe mehr. Zur Europameisterschaft in Kiew trat er jedoch unter kroatischer Flagge im Leichtschwergewicht bis 85 kg, wo er mit 350,0 kg (155,0/195,0 kg) den 15. Platz belegte. 2006 trat Jotow dann noch einmal auf einer Weltmeisterschaft an. In Santo Domingo hob der inzwischen 37-jährige 340,0 kg (150,0/190,0 kg) und erreichte den 17. Platz.
Jotow war für den AC Mutterstadt in der Gewichtheber-Bundesliga bzw. der 2. Bundesliga aktiv.

## Persönliche Bestleistungen
- Reißen: 165,0 kg in der Klasse bis 76 kg bei der WM 1997 in Chiang Mai
- Stoßen: 202,5 kg in der Klasse bis 76 kg bei der WM 1995 in Guangzhou
- Zweikampf: 367,5 kg (165,0/202,5 kg) in der Klasse bis 76 kg bei der WM 1997 in Chiang Mai